# 千早神社
千早神社（ちはやじんじゃ）は、大阪府南河内郡千早赤阪村大字千早にある神社である。旧社格は府社。楠社とも通称されている。

## 祭神
主殿
- 八幡大菩薩
- 楠木正成卿
- 楠木正行朝臣
- 久子刀自 - 正成卿の夫人

相殿
- 大市媛命（おおいちひめのみこと）
- 天太玉命（あめのふとだまのみこと）

## 歴史
千早神社は千早城の本丸址に位置しており、もとは千早城の八幡大菩薩を祀って鎮守として創建したものであったが、時代が下って後に楠木正成、楠木正行、久子刀自を合祀した。
1874年（明治7年）に社殿を再建、1879年（明治12年）に祠を建て千早神社となる。1907年（明治40年）に周辺にあった吉年の金峯神社、小吹の八坂神社、千早の坂本神社、中津神社を合祀したが、現在では坂本神社を除いて既に復社されている。

## 境内

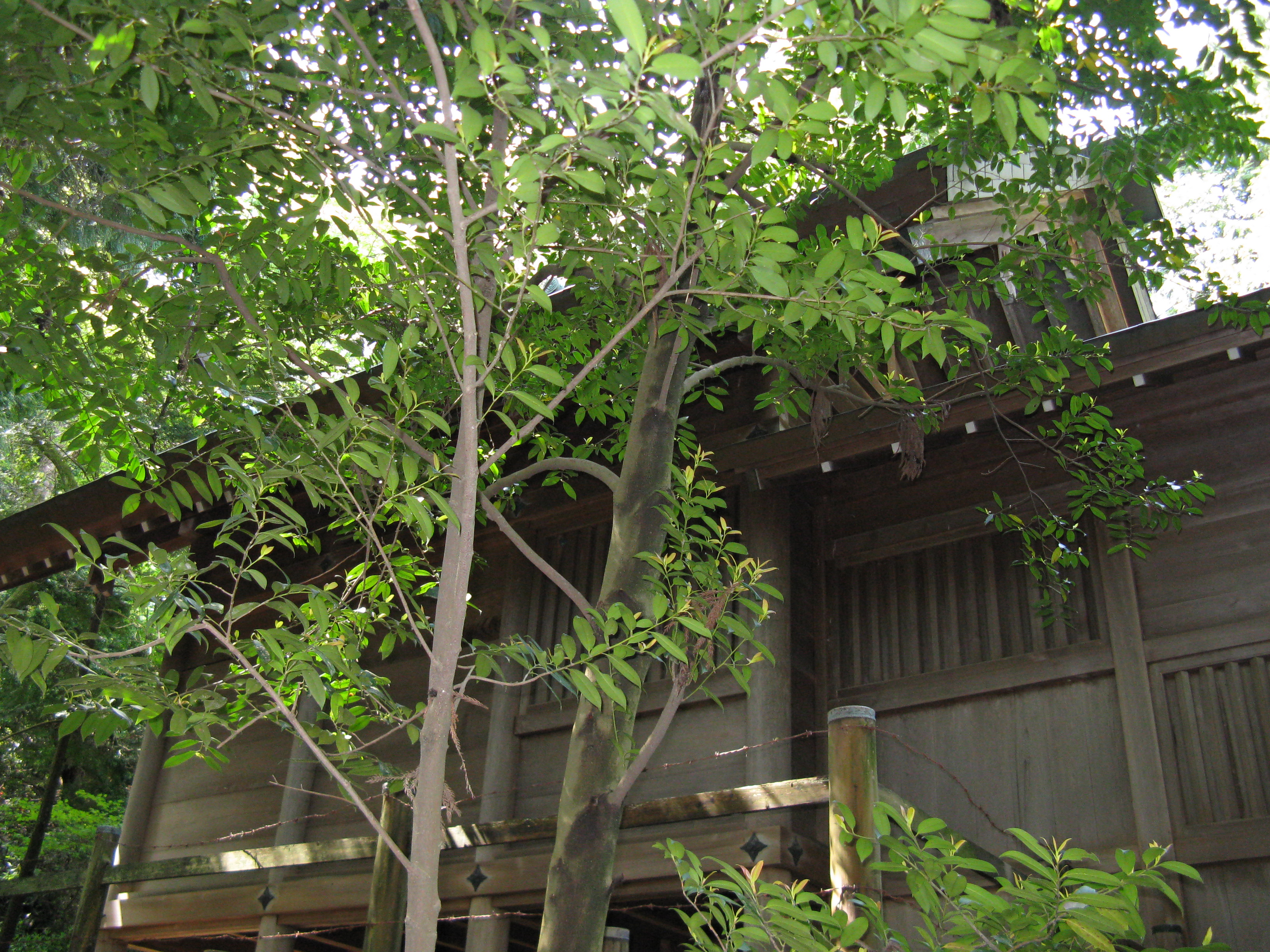
本殿
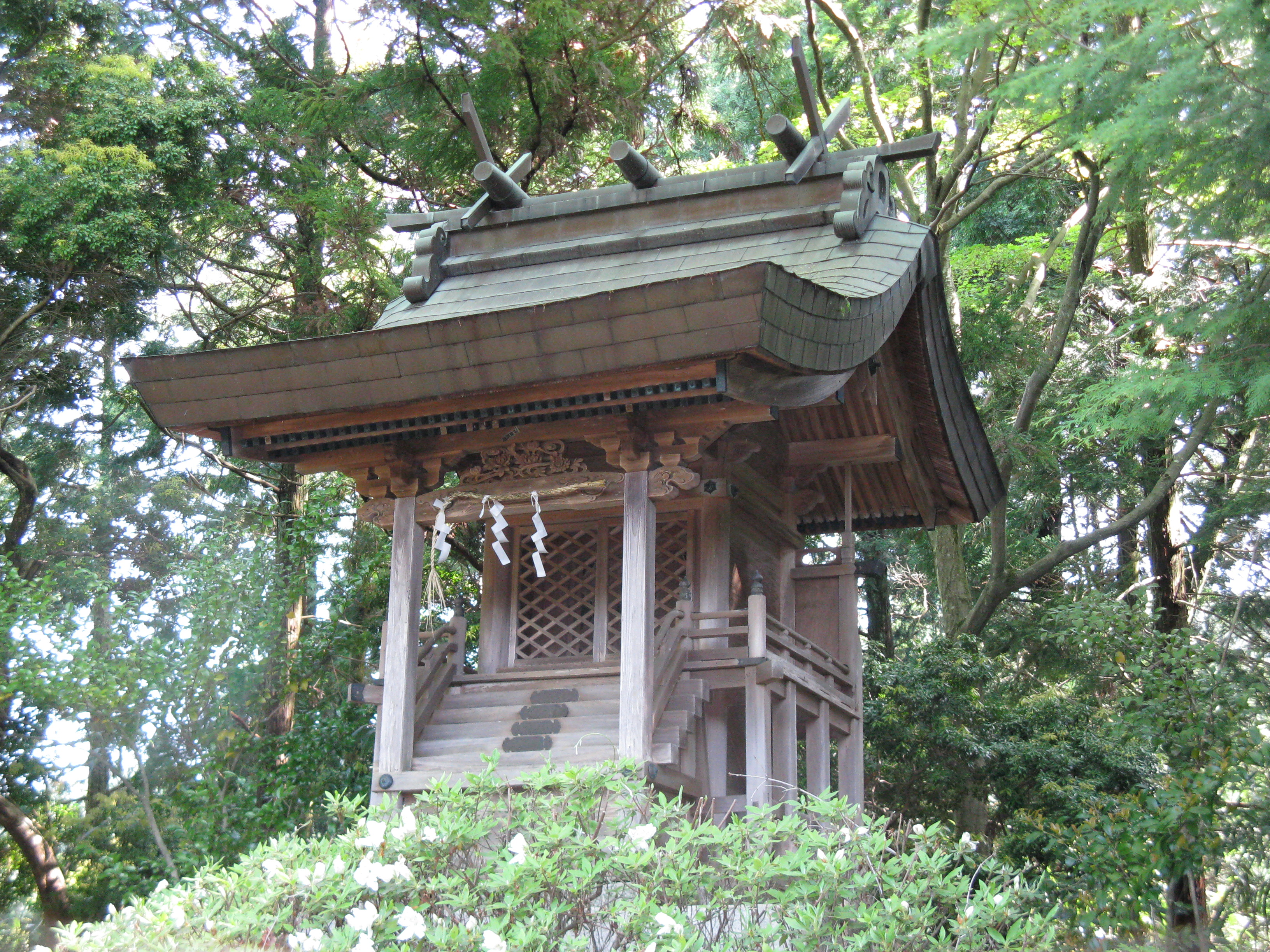
摂末社
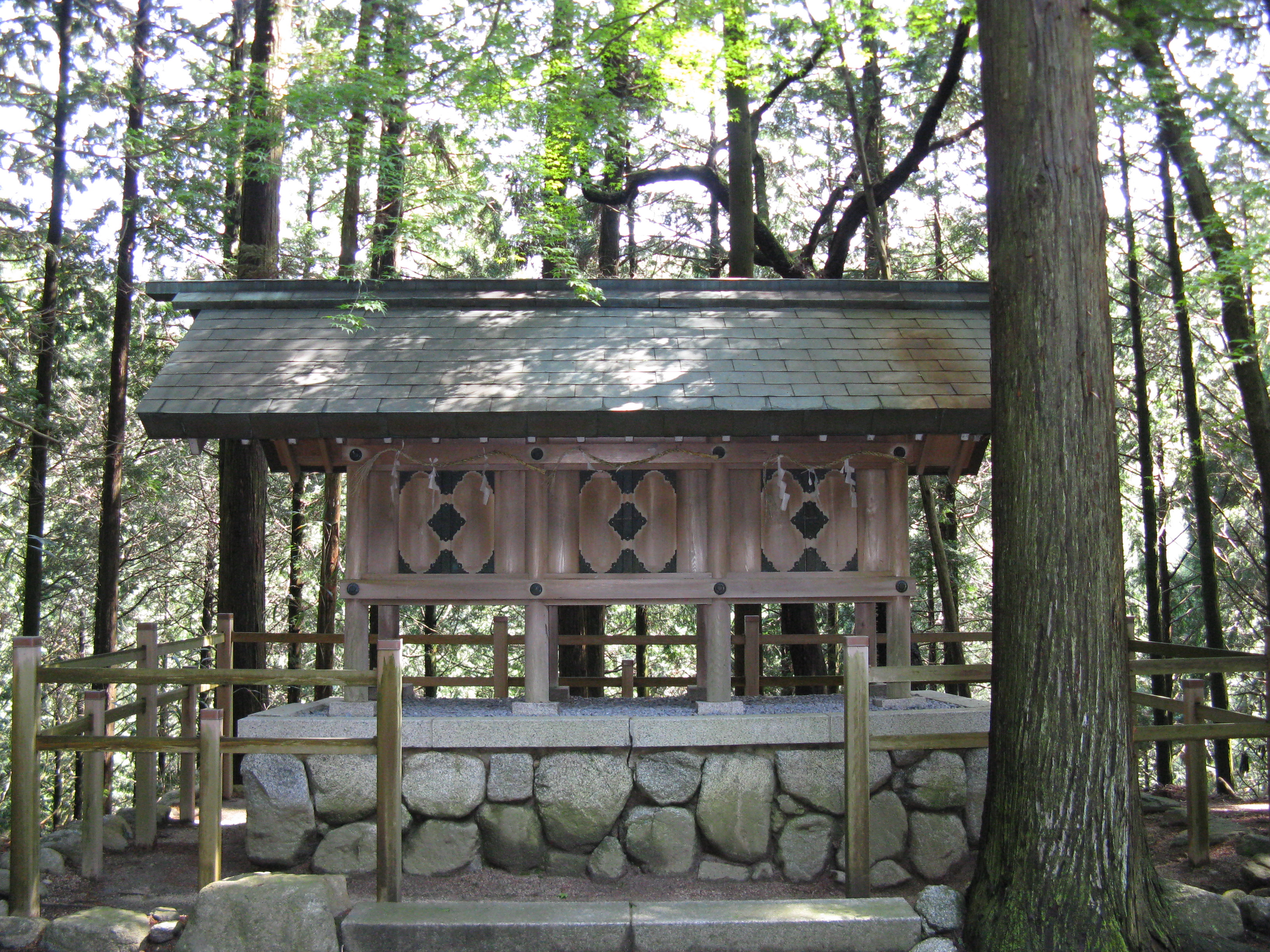
摂末社
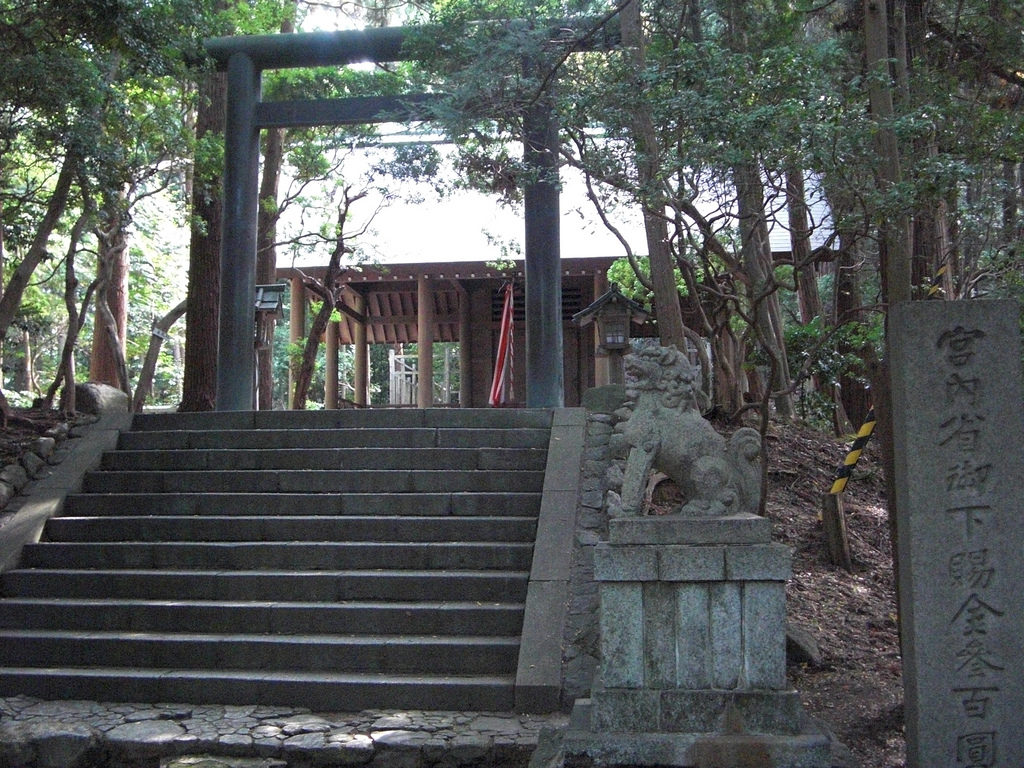
鳥居

## 例祭
例祭は、10月17日、5月25日であったが、最近は5月25日の直近の日曜日、地元の小学生を中心に千早赤阪村の村民が参加して運動会と餅まきが行われる。

## 現地情報
所在地
- 大阪府南河内郡千早赤阪村大字千早

交通アクセス
電車でのアクセス

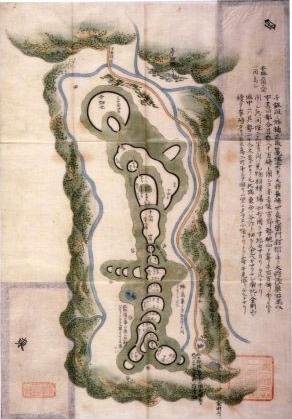
河内・千早城（浅野文庫諸国古城之図）/広島市立図書館蔵

- 南海電気鉄道 南海高野線および近畿日本鉄道 近鉄長野線 河内長野駅
  - 南海バス 小深線「金剛山ロープウェイ前行き（8、11系統）」 → 「金剛登山口」バス停下車
- 近畿日本鉄道 近鉄長野線 富田林駅
  - 金剛バス 千早線「千早ロープウェイ前行き」または「金剛登山口行き」 → 「金剛登山口」バス停下車

車でのアクセス
- 近畿自動車道 美原南IC → 国道309号 → 大阪府道705号
  - 金剛登山口周辺に有料駐車場有り

徒歩でのアクセス
- 金剛登山口 → 徒歩約20分

周辺
- 千早赤阪村立赤阪小学校